# Kościół Wszystkich Świętych w Golejewku
Kościół Wszystkich Świętych w Golejewku – rzymskokatolicki kościół parafialny należący do parafii pod tym samym wezwaniem (dekanat jutrosiński archidiecezji poznańskiej).
Obecna świątynia została zbudowana w latach 1900–1903, na miejscu starszej o kilkaset lat drewnianej świątyni. Budowniczym obecnego kościoła był Stanisław Charaszkiewicz z Ponieca. Charakterystyczną cechą świątyni jest jej układ przestrzenny oparty na planie krzyża greckiego z szeroką nawą poprzeczną – czyli transeptem. Północna fasada jest zwieńczona wieżą ozdobioną półkolumnami korynckimi, trójkątnymi tympanonami i dachem hełmowym z latarnią. 
Nad głównym wejściem znajduje się płaskorzeźba przedstawiająca tonącego jeźdźca na koniu, a w tle dawna świątynia. Jest to symboliczne nawiązanie do genezy miejscowej parafii, opartej na legendzie o cudownym ocaleniu dziedzica Chojeńskiego. Wnętrze kościoła ma wystrój w stylu neobarokowym. W prezbiterium znajduje się ołtarz główny z wizerunkiem Trójcy Świętej otoczonej przez postaci aniołów, świętych, proroków i papieży (jest to replika z XX wieku słynnego obrazu Albrechta Dürera. wykonana przez Antoniego Procajłowicza). Nastawa ołtarzowa jest otoczona rzeźbami oraz obrazami św. Piotra i Pawła  z atrybutami, a także witrażami przedstawiającymi sceny biblijne: chrzest Jezusa w Jordanie i powrót syna marnotrawnego. Bezpośrednio do prezbiterium przylega ozdobiona malowidłami loża kolatorska, pod którą w podziemiach jest umieszczona krypta grobowa fundatorów świątyni – Jana i Wandy Czarneckich oraz ich potomków. Przestrzeń sakralna jest uzupełniona ołtarzami bocznymi: św. Antoniego, św. Józefa, Najświętszego Serca Pana Jezusa oraz Niepokalanego Poczęcia Najświętszej Maryi Panny. Najcenniejszym elementem wystroju wnętrza, decydującym o wyjątkowej, niepowtarzalnej wartości zabytku jest namalowana około 1910 roku przez Antoniego Procajłowicza, polichromia, pokrywająca ściany wszystkich naw, prezbiterium i sklepienie kościoła. Malowidła przedstawiają najważniejsze motywy artystyczne zaczerpnięte ze Starego i Nowego Testamentu, symbole sakramentów, postaci Trójcy Świętej, Maryi, aniołów, czterech ewangelistów oraz elementy związane z lokalną historią – kartusze herbowe kolejnych dziedziców Golejewka: Chojeńskich, Rogalińskich i Czarneckich. Sklepienie jest pokryte złotymi gwiazdami na niebieskim tle, a wszystkie ściany ornamentami roślinnymi.